# Madame Sans-Gêne (film din 1961)
Madame Sans-Gêne (titlul original: în franceză Madame Sans-Gêne) este un film de comedie de moravuri hispano-franco-italian, realizat în 1961 de regizorul Christian-Jaque, după piesa omonimă din 1893 a scriitorilor Victorien Sardou și Émile Moreau, protagoniștii filmului fiind actorii Sophia Loren, Robert Hossein, Julien Bertheauși Renaud Mary.
Piesa lui Sardou și Moreau a devenit extrem de populară și pe lângă un roman de Raymond Lepelletier, a fost adaptată pentru ecran în mai multe filme, inclusiv Madame Sans-Gêne (1925) cu vedeta de film mut Gloria Swanson. Povestea a devenit și subiectul operei Madame Sans-Gêne a lui Umberto Giordano, care a avut premiera la Metropolitan Opera House în 1915.

## Rezumat
La Paris, spălătoreasa Catherine, în timpul revoltelor revoluționare din august 1792, s-a trezit cu rebeli în casa ei. Protestează, invocă ajutorul lui Bonaparte care este clientul ei, dar apoi se adaptează și se îndrăgostește de liderul lor, sergentul François Léfèvre.
Căsătorită cu el, se duce să i se alăture în Italia și împreună reușesc să saboteze o unitate de soldați austrieci, prin care au fost luați prizonieri și condamnați la moarte. Léfèvre este numit colonel de Napoleon. Devenit împărat, Bonaparte l-a numit pe Léfèvre duce de Danzig și mai târziu i-a atribuit regatul Westfaliei, preferându-l fratelui său Jérôme.
Dar Catherine, la prima ei apariție la curte, se ceartă cu surorile lui Napoleon și folosind un limbaj excesiv de realist, îl determină pe împărat să forțeze divorțul lui Léfèvre de ea. Dar Catherine nu se intimidează și îl înfruntă pe împărat...

## Distribuție
- Sophia Loren – Catherine Hubscher, zisă „Madame Sans-Gêne”
- Robert Hossein – sergentul François Joseph Lefebvre
- Julien Bertheau – Napoléon Bonaparte
- Renaud Mary – Fouché
- Robert Dalban – contele de Lesterelle, profesor de întreținere
- Enrique Ávila – sergentul Fricasse
- Carlo Giuffré – Jérôme Bonaparte
- Marina Berti – Élisa Bonaparte
- Analía Gadé – Caroline Bonaparte
- Laura Valenzuela – Pauline Bonaparte
- Tomás Blanco – mareșalul Augereau
- Gianrico Tedeschi – Roquet
- Fernando Sancho – Pommier
- Bruno Carotenuto – Blanchet, un gardian
- Gabriella Pallotta – Héloïse
- Célina Cély – Anna, zisă Ziguette
- Léa Gray –

## Lansare
Filmul Madame Sans-Gêne a avut premiera în Italia pe data de 22 decembrie 1961.
În România premiera filmului a avut loc la data de 1 iunie 1964 la cinematografele „Sala Palatului”, și „Patria” din capitală.